# レースガイド
レースガイド（公営競技情報）は、中央競馬を除く公営競技の開催情報、場外発売情報などを告知する目的で、一部のテレビ・ラジオ局で基本的に月曜日 - 日曜日生放送されているローカル帯番組。総務省令放送法施行規則第8条

第4号にいう「公営競技情報」であるが、一般には『レースガイド』の番組名が過半を占めている。
以下、実況中継を除く公営競技関連の情報を扱うその他の番組も、本項で採り上げる。

## テレビ東京の『レースガイド』
2011年3月31日まで放送されていた。
平日分放映枠は、以前は永らく日本テレビで8時28分〜（例えば『ズームイン!!朝!』と『ルックルックこんにちは』の間のステブレ）枠に設けられていたが、その後1988年4月以降はテレビ東京に移り7時58分〜、2004年3月29日以降は生ワイド番組『朝は楽しく!スマイルサプリメント』に内包される形で8時37分〜になり、後番組の『朝はビタミン!』でも8時40分〜で承継され、『朝はビタミン!』が終了した2008年9月29日からは構成不変のまま8時2分30秒〜4分の独立番組（ステブレ枠）に戻ったが、2009年3月30日以降は『名言寄席』→『デジケン』の番宣番組に内包される形となり、2010年7月5日以降は8:03 - 8:04に放送していた。
開催当日の天候にも左右される休止・順延や、欠場・乗り換り等の緊急情報を周知する必要上、担当若手女性タレントが生本番で原稿を読み上げるため、レース同様やり直しの許されない一発勝負の緊張感が漂うミニ番組として、ギャンブラー以外にもファンが少なくなかった。
アニメ・子供番組の放送前や合間に流れていたこともあり、本放送当時小学生だった層への知名度も高い。
また土曜日は7時58分から、日曜日は8時28分から、各々生放送されていた。尚、年末年始には番組編成上の都合により放送時間が適宜変動していた。
JKAが改変発足した2007年10月期より、旧関東・南関東自転車競技会に所属していた殆どの競輪場と競輪場外車券売場、並びに船橋オート（のちに廃止）が番組スポンサーから撤退し、重賞レースを除き、場外発売以外の当該競輪場・オートレース場の開催情報が提供されなくなったため、従来の2分から1分30秒に短縮された。
2008年10月4日放送分よりBGV（バックグラウンドビデオ）をHD化し、順次更新した。
2009年4月より東京オーヴァル京王閣がスポンサーに復帰したが、時間枠は不変。その他の提供各場は戸田競艇、平和島競艇、江戸川競艇、多摩川競艇、BAOO高崎、東京シティ競馬、伊勢崎オート、川口オート、ボートピア市原・サテライト市原。また、従来は番組終了直後に送出ラインが切り替わるため、一瞬のブラックアウトや同期外れ等の不具合が見られたが、同年4月より改善された。
2010年7月5日より、東京シティ競馬、東京オーヴァル京王閣、ボートピア市原・サテライト市原が撤退したため、継続提供中のBAOO高崎と川口オート、伊勢崎オートを除き競艇中心の構成（文化放送のレースガイドに類似）を強いられ、1分に短縮された。

### 若手女性タレントの顔出し
『朝は楽しく!スマイルサプリメント』（平日、祝祭日の特番含む。）開始時より、花鳥風月ビデオを背景にしたテロップ、温和なBGMにナレーションを重ねるスタイルを踏襲しつつも、担当若手女性タレントが開始終了時に顔出しして一言挨拶する新機軸が採用され、好評をもって『朝はビタミン!』にもそのまま受け継がれた。
土曜・日曜・祝日と年末年始は、従前花鳥風月ビデオ＋BGM＋テロップ＋ナレーション（村上由美、TCPアーティスト）のみで、担当者の顔出しは無かった。こちらも2007年10月期より従来の2分から1分30秒に短縮された。

### 顔出し廃止
2009年7月1日より、タレントの顔出しとBGVを廃止。土曜・日曜・祝日版と平日版が、放送時間を除いて同一構成となった。
同時に局自営お天気カメラ（城山ガーデン）からの現況パン映像（SD）に変更し、大幅な制作経費削減が図られた。生読み担当メンバーは不変だが、ローテーションが変更された。土曜・日曜・祝日版は年末年始版と同様、村上がほぼ専任。同年12月に伊藤が産休入りし、岩瀬に交代。

### 使用BGV
- 山中湖から望む富士山（冬季、特に正月）
- 温泉に入る猿（冬季）
- 山の上からの雪の風景（冬季）
- 花畑（早春〜春季）
- 桜（春）
- 梅（春）
- 菜の花（春）
- 草津温泉
- 森林とラストに藤の花（春）
- 紫陽花（梅雨前後）
- 草津の渓流（夏）
- 海とラストにハイビスカス?（夏）
- 寺?と穏やかな川（夏）
- 滝2つ（夏頃）
- 紅葉（秋）
- 冬だけど雪が積もってない山（緑っぽいのともうちょっと寒そうなのあり）（晩秋〜冬）
- 日光戦場ヶ原?の風景と鹿（晩秋〜冬）

### 出演者
- 礒葉子（元ミスロータリー、元ミス水戸黄門。タレントユニオン→TCPアーティスト、～2007年10月）
- 外園妙子（鹿児島読売テレビ→タレントユニオン）
- 武内直子（エフエム群馬→タレントユニオン）
- 中島亜紀（オフィスケイアール→タレントユニオン）
- 伊藤美希（アップトレンド→TCPアーティスト、2008年10月6日〜2009年12月）
- 清水祥恵（元TDLキャスト。タレントユニオン→ライムライト）
- 由木優子（タレントユニオン→TCPアーティスト、2007年11月～）
- 半田あい（タレントユニオン）、岩瀬友奈（TCPアーティスト、2010年1月～）

## 近畿広域地上波テレビ版レースガイド
- テレビ大阪(大阪府：月曜・火曜・水曜9時55分〜、木曜・金曜10時〜、土曜・日曜6時30分〜)
- 関西テレビ(近畿圏：平日11時27分〜、月曜25時50分〜、火曜26時53分〜、水曜25時50分〜、木曜25時45分〜、金曜26時〜、土曜5時45分〜、日曜6時15分〜)

関西テレビでは1990年代以前、平日6時30分前にもレースガイドを放映していた。
この2つは同一映像、同一テロップ。各競技場の開催日程を子画面で告知する形で30秒間放送される。
2006年度は、親画面に季節毎交替する女性タレント（出水千晴、高杉まどか等）がセクシーさを強調した衣裳とアクションで「自動車での来場は会場周辺の皆さんに迷惑だ」とコメントする録画を挿入。
2007年度は、親画面に蘭いおり・くらやん・想ひ出よ、今日は。（野性爆弾の川島邦裕と、構成作家・おにぎりによるテクノユニット）の4名が登場。「想ひ出よ、今日は。」の音楽をバックに、「くらダンス」なる奇妙な踊りをただくねくねと繰り返しつつ「自動車での来場は会場周辺の皆さんに迷惑だ」と訴える内容になった。
2008年度は、メインキャラクターに志賀勝を起用し、お色気路線から硬派路線に一転。9月・10月にはくらやんも出演し、再び「くらダンス」を披露した。
2009年度は、志賀勝・くらやんに加え、蒼井さや・柳あみ・鵜飼りえを起用し、硬派路線からお色気路線に戻った。
さらに当時松竹芸能に所属していた若手芸人・さらば青春の光がエキストラ出演している。窓を持ち上げているのも彼ら。
- 2000年代初頭まで長らくよみうりテレビでも併映されていた。

ギャンブルに似合った行進曲調の曲をBGMとして、各競技の映像（末期にはブルーバックのみに変更）にテロップで開催日程を表示していた（開催終了した日程には白線が引かれた）。
ナレーションも、各競技場の開催日程を簡単に紹介していたが、放送時間が1分程度に短縮されてからは「毎回、好レースを展開する近畿地区各レース。開催日程はご覧の通りです。ぜひご来場ください。なお、レース開催中、周辺の皆様のご迷惑となりますので、車でのご来場は固くお断りします。電車・バスなどをご利用の上、ご来場ください」。
「レースガイド　END」の静止画に「レースガイドでした」との固定アナウンスに変更された。

## 岡山・香川圏地上波テレビ版レースガイド
岡山・香川（玉野競輪・児島競艇・高松競輪・丸亀競艇）以外に観音寺競輪、福山競馬、鳴門競艇のガイドも行なわれていたが、現在はしていない。
- RSK山陽放送（平日8時28分〜・18時39分〜、土曜・日曜7時28分〜・18時58分〜）
- 西日本放送（月曜 - 日曜7時57分〜、18時58分〜）
- 岡山放送（平日7時57分〜、18時50分頃）
- 瀬戸内海放送（平日18時58分〜）
- テレビせとうち（平日7時59分〜）

## その他のテレビ放送
以下、代表例を挙げる。特に断りの無い番組名は『レースガイド』。
- 群馬テレビ（北関東：平日18時50分〜、土曜・日曜18時30分〜、2022年3月31日を以って放送終了）

月曜日 - 日曜日9分30秒枠は『BACHプラザ』に次ぐ日本で二番目の長さだった。
- CBCテレビ（中京圏：平日8時5分頃〜、土曜6時19分頃〜、日曜7時29分～、15秒）
  - 平日は「ラヴィット!」初回PT枠、土曜日は「まるっと!サタデー」のPT枠にて放送される。現在はボートレースのみだが、2011年3月までは競輪を含めた60秒バージョン、それより前は地方競馬も含めていた。
  - BGMが何度か変更されている。以前は、プロレスラー・木戸修の入場テーマにして、元々は1979年公開の映画『夢一族 ザ・らいばる』（久世光彦監督）サウンドトラック収録曲で、同時期に放送されたフジテレビ系のランキング歌謡番組「ビッグベストテン」のテーマ曲でもある「BLACK-RIDER」（作曲 - 都倉俊一。「クイズDEデート」二代目司会者時代の「チャンスチャンス」コーナーオープニングで使われたものと同一の曲）、THE MINKSの「WHAT'S THE PARADISE?」（インストゥルメンタル版）が使われていた時代もある。
- 東海テレビ（中京圏：平日9時49分〜、『ボートレースガイド』。「スイッチ!」事前ジャンクション後最初のCM枠内、15秒 東海地区ボートレース3場（蒲郡・常滑・津）の開催予告。2000年代頃までは45秒の放送時間で、浜名湖含め4場の開催予告であった。
  - こちらのBGMは、過去にはC MUSIC Professional Libraryの著作権フリーBGM「マイレッジ・マラソン」[2]などが使用されている。
- KBS京都（京都府：『レースレーダー』月曜 - 日曜17時54分〜、1分。（BOATRACEびわこ・ボートピア京都やわた・奈良競輪、過去には京都向日町競輪・大津びわこ競輪もある。）

1985年春までは『天気予報とレース案内』という名称で、朝に放送されていた。

## レース展望を含むテレビ公営競技情報番組
- テレビ埼玉『BACHプラザ』

1年365日、休むことなく30分枠（22時30分 - 23時）で埼玉県内の公営競技5場の結果・展望を放送。
- テレビ埼玉『ももチャリでGO!』

西武園競輪・大宮競輪提供のローカル競輪バラエティ（金曜23時30分～24時、2008年4月25日～2009年3月27日）。競輪と懸け離れたシュールな内容が話題に。
- テレビ神奈川『めざせ!競輪キング』

前身は1978年開始の『レースウィークリー神奈川』→『レースレポート』、土曜22時30分～23時。川崎、花月園、平塚、小田原の県内各競輪場、並びに神奈川新聞社の提供。2009年3月28日終了。
- 三重テレビ『津競艇レースアワー』

開催予定のある週末のみ、レース展望を含む30分枠。
- 群馬テレビ

桐生競艇、前橋競輪、伊勢崎オート（廃止前は高崎競馬も）で重賞レースが挙行される前夜に、30分〜1時間枠の展望特別番組（題名は一定しない）を設ける場合がある。

## AMラジオ放送
これも以下に代表例を挙げる。太字は独自の番組名を持つもので、その他の特に断わりの無い番組名は『レースガイド』。勇ましいファンファーレに淡々としたナレーションを重ねた、従来の番組様式からの脱却が試みられる傾向にある。
- STVラジオ（『走れ!ホッカイドウ競馬』火曜15時25分頃〜）
- 文化放送（南関東：戸田・平和島・江戸川・多摩川競艇）、月曜 - 日曜8時57分〜、『アインシュタイン・山崎紘菜 Heat&Heart!』日曜16時30分〜(番組内で、ボートレース関連のコーナーあり)）
- ニッポン放送（南関東：川崎・平塚[3]・伊東温泉競輪、平和島・江戸川競艇[4]、川口オートレース、浦和競馬）、『公営レースのご案内』月曜 - 日曜8時57分〜、前日の宿直勤務のアナウンサーが担当する）
- アール・エフ・ラジオ日本（『南関東4競馬場・公営競馬情報』月曜 - 日曜17時20分頃〜。2008年3月末を以って放送終了）
- 静岡放送（静岡ローカル並びに南関東・中京圏：月曜 - 日曜8時37分〜、『グレードワン』土曜日のみ17時〜、2001年10月～2008年9月）
- 東海ラジオ放送（中京圏：『公営レース』月曜〜土曜8時10分〜と9時〜、日曜日のみ8時〜と8時25分〜）
- CBCラジオ：（中京圏：週末7時58分〜、平日8時〜、月曜 - 日曜8時58分〜、月曜 - 日曜9時59分〜）
- 岐阜放送（中京圏：月曜 - 日曜8時45分〜と17時25分〜。17時25分〜は『レース速報』で、岐阜、大垣、一宮の各競輪の結果、及び笠松競馬の結果、ならびに明日のメインレース紹介や次回開催案内等を放送）　なおテレビでもかつて「笠松競馬あすの展望」が開催日前日に放送されていた。
- MBSラジオ（大阪ローカル：『住之江競艇レース結果』平日17時23分〜、土曜・日曜17時43分〜、MBSタイガースライブ（デーゲーム中継）がある日は中継終了直後。非開催日には『住之江競艇提供・地震防災メモ』が放送される）
- ラジオ関西(近畿圏：平日7時47分〜、日曜8時45分〜、旧称『レースダイジェスト』。当日の開催場の案内と、開催各場のメイン競走の見どころ等を紹介。 かつては、吉田勝彦(冒頭の「吉田劇場」が主婦層にウケた)、三谷孝司、羽岡邦男、畑中フー、米田明弘らが交代で担当していた。『レースコーナー』は平日17時30分〜、土曜・日曜17時40分〜で、当日のレース結果を放送。放送終了)
- KBS京都ラジオ（近畿圏：『レース速報』月曜 - 日曜17時45分〜、ラジオ関西『レースコーナー』の短縮版）　かつて、三谷孝司、寺内優、及川暁、畑中フー、米田明弘、羽岡邦男、寺西裕一、木村雅幸らが交代で担当していた(前出の「レースコーナー」もほぼ同じメンバー)。なお平日17:55時代は福知山・舞鶴両局では「両丹ニュース」に差し替え。
- ラジオ大阪（『アインシュタイン・山崎紘菜 Heat&Heart! 』日曜16時30分〜、文化放送のネット）
- 九州朝日放送（九州圏：平日8時56分〜と9時58分〜、土曜8時58分〜と9時58分〜と10時58分〜、日曜8時58分〜と10時3分〜と10時57分〜）
- 長崎放送（九州圏：月曜〜土曜8時30分〜、日曜8時40分〜、『BOATRACE大村クイーンの実況生レポート』金のみ13時50分〜）
- 日経ラジオ社（ラジオNIKKEI）（全国：第1放送、『当たRadio!』金曜23時30分〜、（再）日曜19時30分〜、『テレボート24』の後継番組、2008年3月末を以って放送終了。　『競馬インパクト』土曜16時45分〜、（再）日曜16時45分〜）

## FMラジオ放送
- AIR-G'（ホッカイドウ競馬『トライ!!ホッカイドウ競馬』火曜14時20分頃〜）
- FM岩手（岩手競馬、『勝ちそー』金曜20時〜。2013年3月を以て放送終了）

## インターネット放送
- GyaO（ばんえい競馬、『BANBA王』、廃止）